# Kōsuke Takeuchi
Kōsuke Takeuchi (竹内公輔?, Takeuchi Kōsuke; Osaka, 29 gennaio 1985) è un cestista giapponese.
Ha un fratello gemello, anch'egli cestista, Jōji Takeuchi.

## Carriera
Con il Giappone ha disputato due edizioni dei Campionati mondiali (2006, 2019) e cinque dei Campionati asiatici (2007, 2009, 2011, 2013, 2017).